# Basel Tattoo

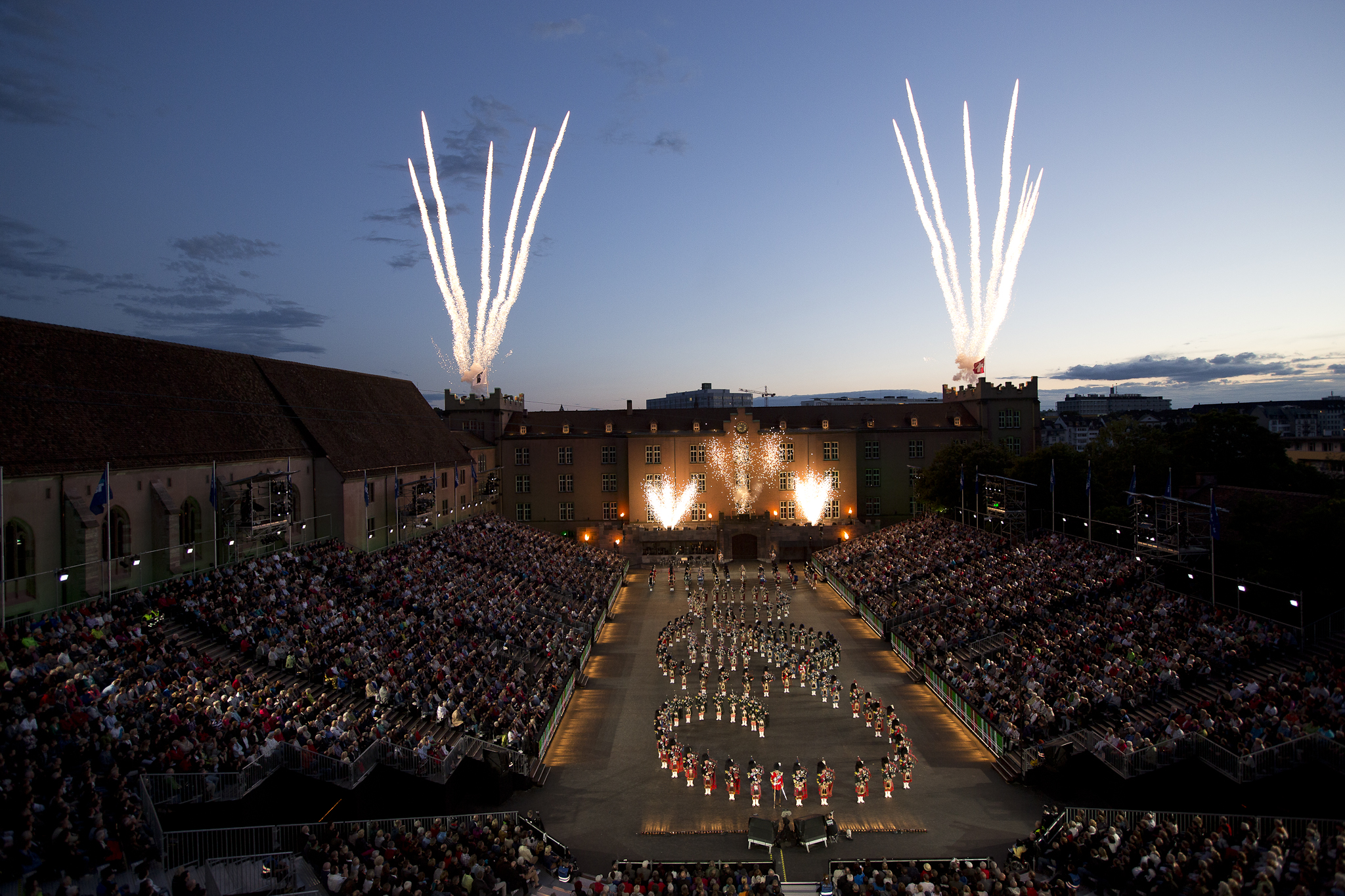
Violinschlüssel aus einer Vorstellung vom Basel Tattoo 2012

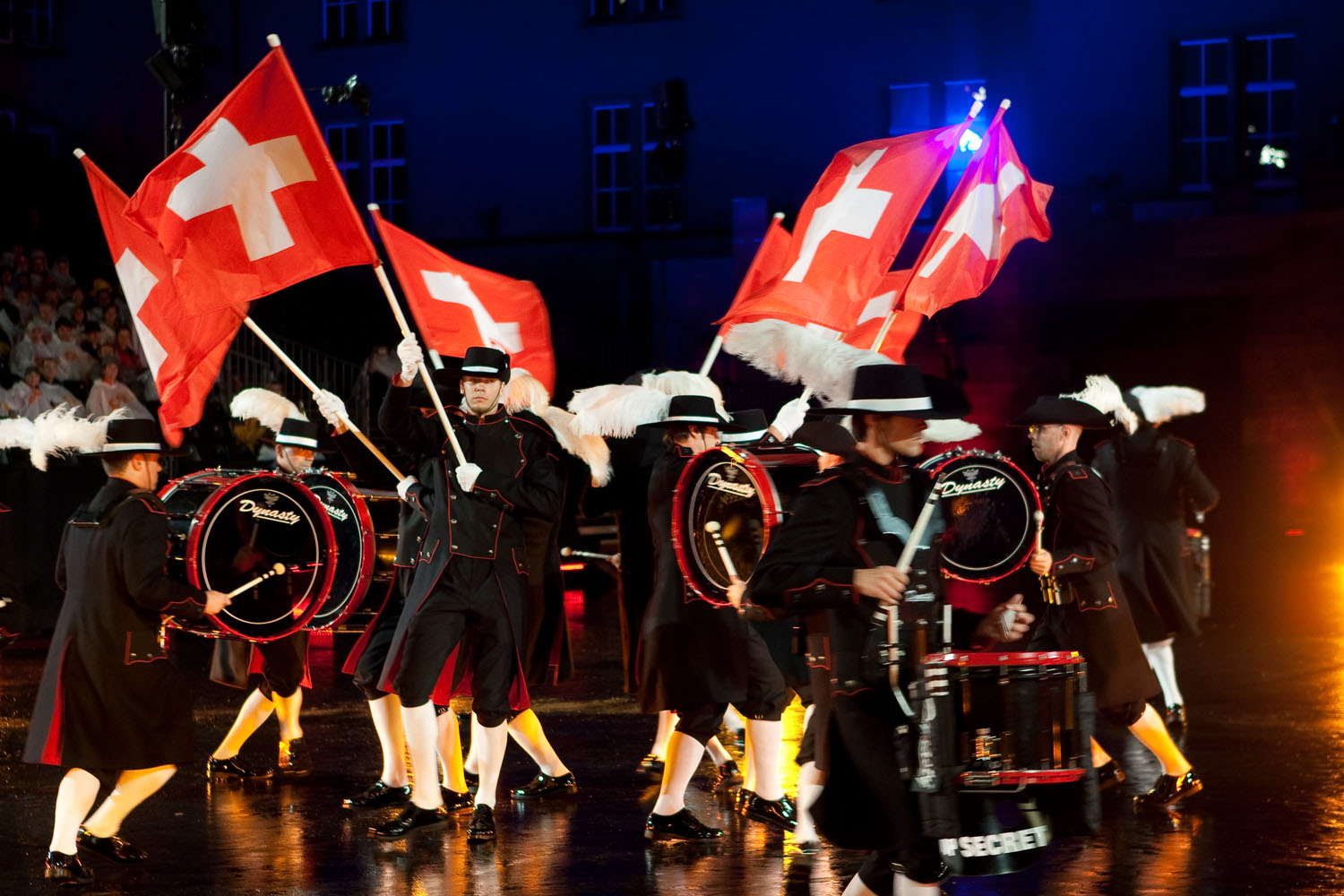
Top Secret Drum Corps am Basel Tattoo 2009

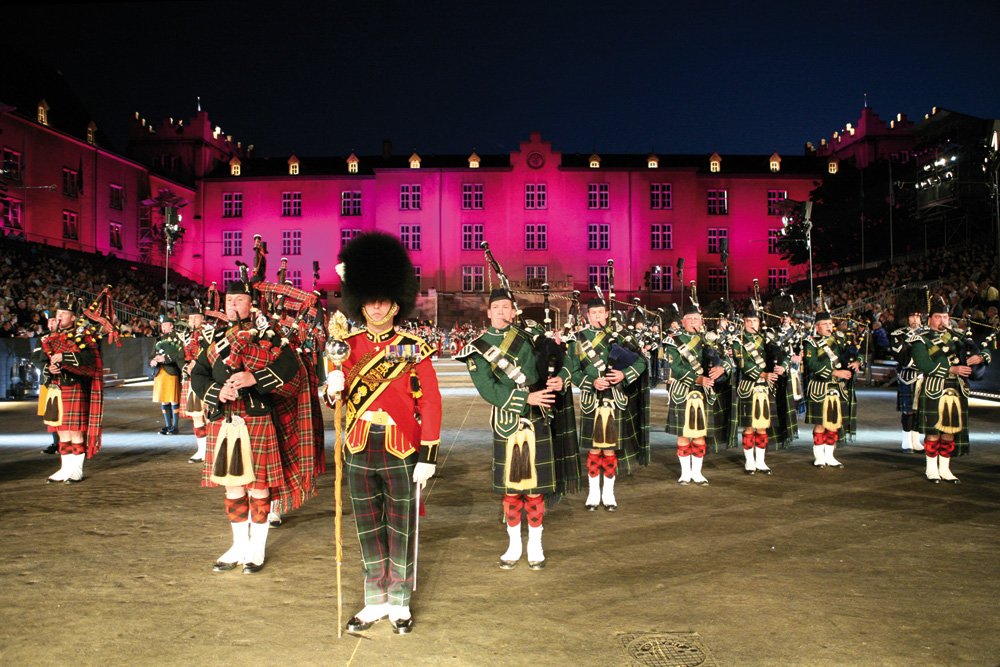
Basel Tattoo 2011

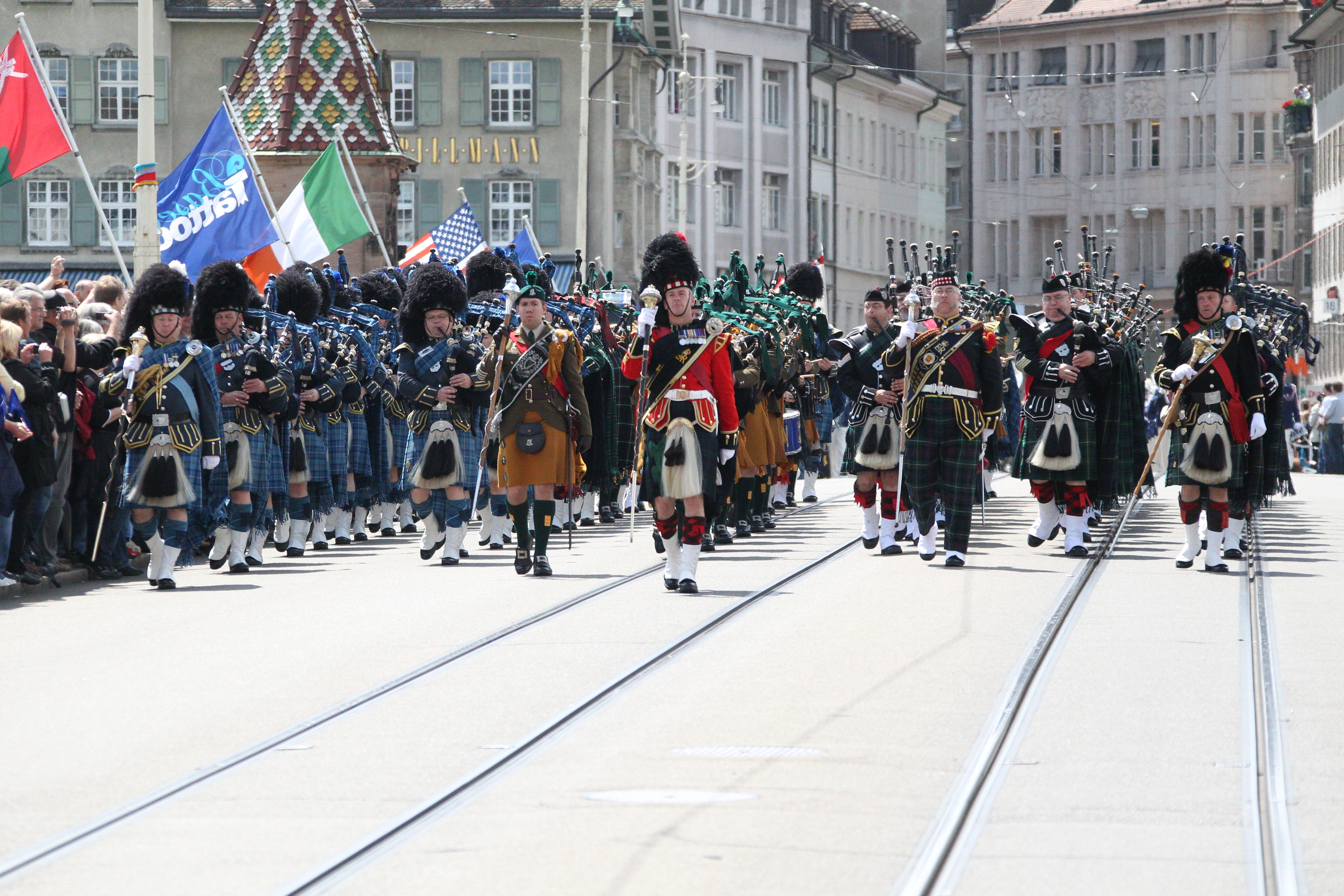
Basel Tattoo Parade 2011

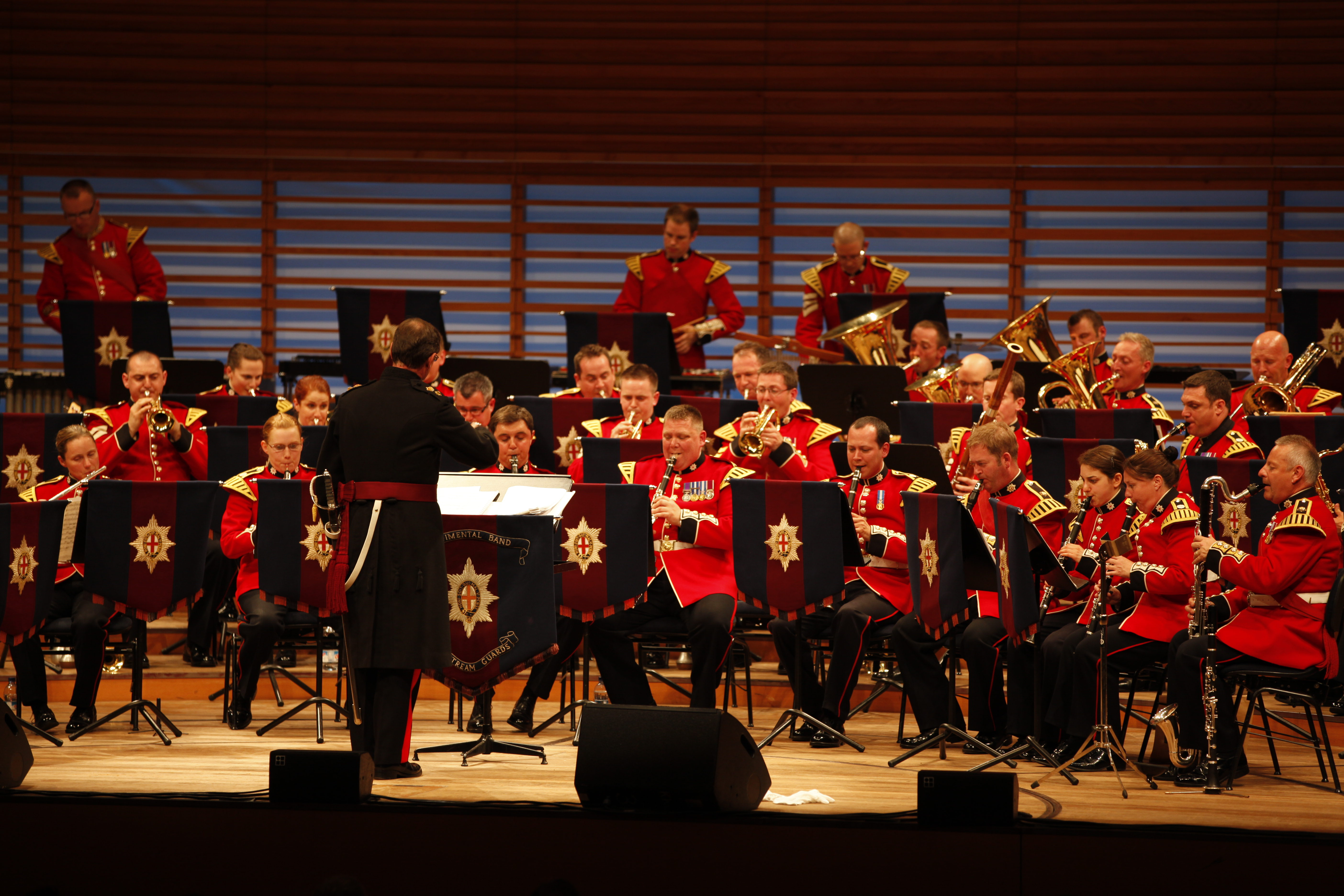
Basel Tattoo In Concert 2011

Das Basel Tattoo ist eine Musik-Show, die seit 2006 während einer guten Woche jedes Jahr im Juli in der Stadt Basel in der Schweiz stattfindet. Sie ist inhaltlich an das Royal Edinburgh Military Tattoo angelehnt und nach ihm die zweitgrösste Tattoo-Veranstaltung weltweit. Das Basel Tattoo steht unter der Schirmherrschaft des Eidgenössischen Departements für Verteidigung, Bevölkerungsschutz und Sport (VBS).

## Programm
Das Basel Tattoo wird jeweils im Hof der Kaserne Basel im Kleinbasel mit über 1000 Mitwirkenden durchgeführt. Jährlich besuchen 60'000 bis 70'000 Zuschauer, vor allem aus der ganzen Schweiz, die Veranstaltung.
Das Programm wechselt jährlich und wird von internationalen Musik- und Tanzformationen sowie den Massed Pipes and Drums – rund 200 Dudelsackspielern und Trommlern – in ihren Tartans bestritten. Am Basel Tattoo gibt es viel Raum zum Experimentieren: Ein chinesischer Drachentanz oder ein Greyerzer Alpabzug haben genau so Platz wie hochdekorierte Militärbands aus Grossbritannien oder Russland. Überraschende musikalische Arrangements – oft mit einer Portion «Swissness» – und ungewöhnliche Choreografien gehören ebenso zu den Markenzeichen des Basel Tattoo wie die Absicht, wenig bekanntes Schweizer Brauchtum dem Publikum näherzubringen.

## Geschichte
Eigentlich wollte ja die Basler Formation Top Secret im kanadischen Halifax den Schlussstrich unter zehn turbulente Jahre Showtrommeln ziehen, als sie dort die Einladung ans Edinburgh Tattoo erhielt. Statt Aufhören war nun Aufrüsten angesagt, denn die Formation musste grösser und der Auftritt dynamischer werden. Nach zwei Jahren harter Arbeit brillierte das Top Secret Drum Corps am Royal Edinburgh Military Tattoo 2003 und löste bei seiner Rückkehr auch in Basel eine Welle der Begeisterung aus. Die Idee, hier ein Tattoo aufzuziehen, war geboren: zuerst in bescheidenem Rahmen als Yshalle Tattoo im Basler Eisstadion, ab 2006 als Open-Air-Grossveranstaltung auf dem Kasernen-Areal – dort, wo ein Tattoo schliesslich hingehört. Der durchschlagende Erfolg bewog die Verantwortlichen rund um den Top Secret-Leader Erik Julliard, die Zahl der Vorstellungen Schritt um Schritt zu erhöhen. In den besten Jahren – 2009 bis 2012 – waren die 120‘000 Tickets innert weniger Tage ausverkauft. Das Publikumsinteresse hat in den letzten Jahren deutlich nachgelassen. Im Jahr 2017 haben nur noch etwa 70'000 Zuschauer die Vorführungen auf dem Kasernenareal besucht. Gegenüber dem Vorjahr nahm das Interesse erneut um 20'000 Zuschauer ab.
Wegen der Ausbreitung des Corona-Virus wurden das Basel Tattoo 2020 und 2021 abgesagt.

## Kritik an der Veranstaltung
Seit einigen Jahren wehren sich Anwohner gegen die mit dem Anlass verbundenen Immissionen und verlangen eine Reduktion der Veranstaltungsdauer. In die öffentliche Kritik geraten ist die Veranstaltung auch durch tieffliegende Flugzeuge. Das Bundesamt für Zivilluftfahrt hat dazu festgestellt, dass wichtige Sicherheitsbestimmungen nicht eingehalten worden seien. Später, nach einem Absturz, hat das Bundesamt für Zivilluftfahrt aus Sicherheitsgründen Überflüge über Städte gänzlich verboten. Kritisiert wurde auch, dass das Areal noch lange nach der Veranstaltung nur eingeschränkt genutzt werden kann. So erschwert der vom Tattoo ausgebrachte Bodenbelag das Spiel der Quartierkinder.
Neben der Kritik der Anwohner werden aber auch Inszenierung und Geschichtsverständnis kritisiert. So wurden im Jahr 2016 Fotos von leidenden Flüchtlingen, Panzern, Schiffen und Flugzeugen auf das Kasernengebäude projiziert. Medien und Publikum reagierten mit Unverständnis. Die Basellandschaftliche Zeitung schrieb von einer «deplatzierten Botschaft». Im Jahr 2018 wurde den Opfern des Zweiten Weltkriegs gedacht: Hintergrundmusik war Ennio Morricones «Spiel mir das Lied vom Tod». Die Basellandschaftliche Zeitung schrieb von einem «inszenatorischen Missgriff par excellence». Die TagesWoche kritisierte das der Inszenierung zugrunde liegende Geschichtsverständnis.
Nachdem die Veranstaltung in den Jahren 2020 und 2021 wegen der COVID-19-Pandemie nicht stattfinden konnte, wurde sie im Jahr 2022 wieder durchgeführt. Pferde waren Programmbestandteil des Basel Tattoo 2022. Tierschutzkreise kritisierten, dass es unnötig sei, wenn Pferde und Kühe in der Show auftreten müssten. Nach Kritik in der Öffentlichkeit und den Medien wurden die Tiere später aus dem Programm genommen.
Erneute Kritik gab es auch im Jahr 2023: Die sogenannte «Patrouille Suisse» überflog die Premiere im Tiefflug. Die mit dem Überflug verbundene Gefahr und die grossen Lärmimmissionen sowie das Traumatisierungsrisiko für Flüchtlinge wurden kritisiert und der Ärger der Bevölkerung wurde auch beim Regierungspräsidenten deponiert. Einen Monat zuvor kollidierten zwei Flugzeuge der Patrouille Suisse bei einem Übungsflug, ein abgebrochenes Flugzeugteil verletzte dabei eine Person. Trotz dieser zahlreichen Kritiken hat die Patrouille Suisse auch im Jahr 2025 einen Überflug im Tiefflug über die Stadt Basel durchgeführt. Medien kritisierten dies erneut. Auch im Parlament des Kantons Basel-Stadt («Grosser Rat») sind der Regierung kritische Fragen gestellt worden.

## Zusätzliche Veranstaltungen

### Basel Tattoo Parade
Seit 2008 gibt es am Samstagnachmittag als exklusives Gratis-Musikspektakel die Basel Tattoo Parade. In jüngster Zeit nehmen neben den auftretenden Bands zahlreiche Gastformationen aus der näheren und weiteren Umgebung an diesem Ereignis teil. Insgesamt marschieren, fahren oder reiten über 2000 Mitwirkende unter dem Applaus von gegen 100‘000 Zuschauern vom Münsterplatz durch die Freie Strasse ins Kleinbasel bis zur Mustermesse.

### Basel Tattoo Kindertag
Einen ganzen Samstag-Nachmittag lang gehört die Basel Tattoo Arena den Kindern. Zusammen mit ihren Eltern erleben sie die Mitwirkenden hautnah, dürfen unbekannte Instrumente ausprobieren, Mützen und Helme aufsetzen oder den Musikern ungezwungene Fragen stellen.